# دریکو
دریکو شهری در شهرستان تانسیلا در استان بانوا در بورکینافاسوی غربی است و جمعیت آن ۱,۰۵۰ نفر است.